# 魔尾蛇
魔尾蛇，是台灣民間傳說中棲息在台灣海峽的巨大蛇怪，牠們會襲擊來往的船隻、吞食落海的船員。

## 外觀與能力
魔尾蛇身長數丈（約十幾公尺到三十幾公尺），全身布滿花紋，尾巴上還有六根以上像花瓣般的觸角，碰觸到那些觸角或尾巴的人就會死亡。魔尾蛇的外型跟花紋因為其個體差異而有所不同，其中以「雙頭蛇」或擁有紅黑條紋的「紅黑間道蛇」最少見。
傳說中，魔尾蛇還會全身散發出毒氣，讓周遭的水域變得腥臭，毒霧會使船上的水手失神跌落海中；若魔尾蛇浮上水面，還會招來巨大的風雨。

## 棲息地
根據記載，魔尾蛇棲息於台灣海峽，主要是台灣和澎湖之間的黑水溝，以前的船員見到魔尾蛇的話會向牠們丟紙錢。